# Argyrolagus
Argyrolagus és un gènere extint de marsupial sud-americà. Es desplaçava saltant sobre les potes posteriors, mesurava 40 cm i s'assemblava a un jerbu o jerbu marsupial. Feia servir la llarga cua per equilibrar-se i tenia un cap estret amb un musell puntat. Els seus enormes ulls suggereixen que era nocturn i la forma de les dents suggereix que s'alimentava de plantes del desert.